# فالي فيليج (لوس أنجلوس)
فالي فيليج (بالإنجليزية: Valley Village, Los Angeles)‏ هي منطقة سكنية تقع في الولايات المتحدة في لوس أنجلوس.